# 九棋铁路
九棋铁路，是自吉林省吉林市北郊的一条铁路联络线，起自长图铁路九站站9号道岔岔尖，终至九江铁路1.175km处。全长1.095km。

## 线路
是沈吉铁路车流经吉林西站、西山线路所、哈达湾站、九站站，进入棋盘站解编的捷径线。 

## 历史
由吉林铁路局勘测设计所完成初步勘测设计。1967年铁道部批准初步设计。1978年3月22日完成施工设计概算。总金额45.5万元。1978年4月开工，1979年9月竣工。完成土石方1.15万立方米，修建圬工桥1座，涵渠3座，半径300m和800m曲线各1处。